# Аилтон Гонсалвес да Силва
Аилтон Гонсалвес Да Силва (порт. Ailton Gonçalves da Silva; Могеиро, 19. јул 1973) је бивши бразилски фудбалер.

## Каријера
Аилтонов први европски клуб био је Вердер из Бремена у који је дошао 1998. године и за који је одиграо шест сезона. Сезона 2003/04. била је најбоља за њега јер је са Вердером освојио дуплу круну, а он је проглашен за најбољег играча шампионата у ком је те сезоне био и најбољи стрелац. За Вердер је одиграо 169 утакмица и постигао 88 голова. У својој каријери играо је у преко 20 клубова међу којима је била и Црвена звезда у сезони 2006/07.
Пензионисао се у 41 години свог живота. У својој дугогодишњој каријери променио је чак 21 клуб. Опроштајни меч који је организован поводом његовог повлачења одржан је на Визеру стадиону Вердера у септембру 2014. године.